# Lumbrineris fauchaldi
Lumbrineris fauchaldi är en ringmaskart som beskrevs av Blake 1972. Lumbrineris fauchaldi ingår i släktet Lumbrineris och familjen Lumbrineridae. Arten har ej påträffats i Sverige. Inga underarter finns listade i Catalogue of Life.